# Agapetus cyrenensis
Agapetus cyrenensis är en nattsländeart som beskrevs av Martin E. Mosely 1930. Agapetus cyrenensis ingår i släktet Agapetus och familjen stenhusnattsländor. Inga underarter finns listade i Catalogue of Life.